# Global Health Security Index
De Global Health Security Index rangschikt 195 landen naar het niveau van slagvaardigheid van de volksgezondheid. 
De index is opgemaakt door het Johns Hopkins Center for Health Security, het Nuclear Threat Initiative (NTI) en de Economist Intelligence Unit, de onderzoeksafdeling van The Economist (EIU). Het onderzoek is vergelijkbaar met een in de jaren 1990 door de Wereldgezondheidsorganisatie gepubliceerd rapport Measuring Overall Health System Performance for 191 Countries.
De index werd voor het eerst gepubliceerd in 2019. Geen enkel land was toen volledig voorbereid op epidemieën of pandemieën, en in elk land bleven wel belangrijke hiaten in het gezondheidsbeleid. 

## Jaarrapporten
- 2019: de best voorbereide landen waren, in alfabetische orde, Australië, Canada, Finland, Frankrijk, Nederland, Zuid-Korea, Zweden, Thailand, het Verenigd Koninkrijk en de Verenigde Staten. De Verenigde Staten stonden als eerste, met een indexwaarde van 83,5 op 100. Nochtans gaf CDC-directeur Robert Redfield tijdens de coronapandemie in 2020 voor het Congres toe dat het virus “de VS op de knieën had gedwongen”, en dat er lange tijd een chronisch tekort aan investeringen was geweest in de gezondheidszorg, zowel op federaal niveau, als bij de staten en de lokale besturen.[2] Nederland kwam in de index uit in de top-10 (3e/195 landen, 75,6/100), België stond met 61,0/100 op 19/195, Suriname met 36,5/100 op 100/195. De meeste landen in de categorie "minst voorbereid" bevonden zich in West- en Centraal-Afrika.

## Methode
Het rapport is gebaseerd op een vragenlijst van 140 vragen, verdeeld over 6 categorieën, 34 indicatoren en 85 subindicatoren. De zes categorieën zijn:
- Preventie: het voorkomen van ziekteverwekkers en de verspreiding ervan
- Detectie en rapportering: vroegtijdige detectie en rapportering van epidemieën met mogelijk een internationale weerslag
- Snelle reactie: hoe snel wordt gereageerd op het uitbreken en de verspreiding van een epidemie
- Gezondheidssysteem: is er een uitgebouwd en robuust gezondheidssysteem om zieken te behandelen en gezondheidswerkers te beschermen
- Naleving van internationale normen: toezeggingen om de nationale capaciteit te verbeteren, financieringsplannen om hiaten aan te pakken, en afstemming op de internationale normen
- Risicoomgeving: algemene inschatting van het landelijk risico, en kwetsbaarheid van het land voor biologische bedreigingen.

De index is volledig afhankelijk van open source informatie. De onderzoekers werken met een internationaal adviescomité, dat voor 2019 bestond uit 21 deskundigen uit 13 landen.

## Financiering
De ontwikkeling van de index werd gefinancierd door onder andere het Open Filantropie Project, de Bill & Melinda Gates Foundation en de Robertson Foundation.

## In de media
De GHS-index kwam in het nieuws tijdens de uitbraak van het coronavirus in 2019-2020 (COVID-19). Op 27 februari 2020 toonde president Donald Trump een kaart die gebaseerd was op de GHS-index, waarop te zien was dat de Verenigde Staten "het best voorbereide land ter wereld was voor een pandemie". Critici wezen er echter op dat de VS weliswaar bovenaan de lijst staat, maar er toch belangrijke lacunes bestaan, met name in de sociale toegang tot de gezondheidszorg.